# Raivis Dzintars
Raivis Dzintars, né le 25 novembre 1982 à Riga, est un homme politique letton, membre de l'Alliance nationale (Lettonie) dont il est le président.
Il est élu à la Saeima lors des élections législatives de 2010, et réélu lors des élections de 2011, 2014, 2018 et 2022.